# Lekkoatletyka na Letnich Igrzyskach Paraolimpijskich 2004 – rzut dyskiem kl. F57 mężczyzn
W rzucie dyskiem kl. F57 (zawodnicy na wózkach inwalidzkich) mężczyzn podczas Letnich Igrzysk Paraolimpijskich 2004 rywalizowało ze sobą 9 zawodników.

## Wyniki

### Finał
| Poz. | Zawodnik           | Narodowość        | Rezultat | Uwagi |
| ---- | ------------------ | ----------------- | -------- | ----- |
| 1    | Rostislav Pohlmann | Czechy            | 47.53    | WR    |
| 2    | Zheng Weihai       | Chiny             | 46.42    |       |
| 3    | Hossam Abd Ellatif | Egipt             | 43.29    |       |
| 4    | Ali Ibrahim        | Egipt             | 43.04    |       |
| 5    | Henk Jansen        | Holandia          | 41.20    |       |
| 6    | Ji Jianguo         | Chiny             | 40.68    |       |
| 7    | Larry Hughes       | Stany Zjednoczone | 37.02    |       |
| 8    | Wu Wei             | Chiny             | 32.49    |       |
|      | Michael Louwrens   | Południowa Afryka | DNS      |       |